# U.S. Route 7
U.S. Route 7 (också kallad U.S. Highway 7 eller med förkortningen  US 7) är en amerikansk landsväg. Den går ifrån Norwalk i söder till Burlington Vermont i norr och sträcker sig 497 km. Vägen passerar genom de större städerna Burlington, Bennington, Pittsfield, Danbury och Norwalk.

## Externa länkar

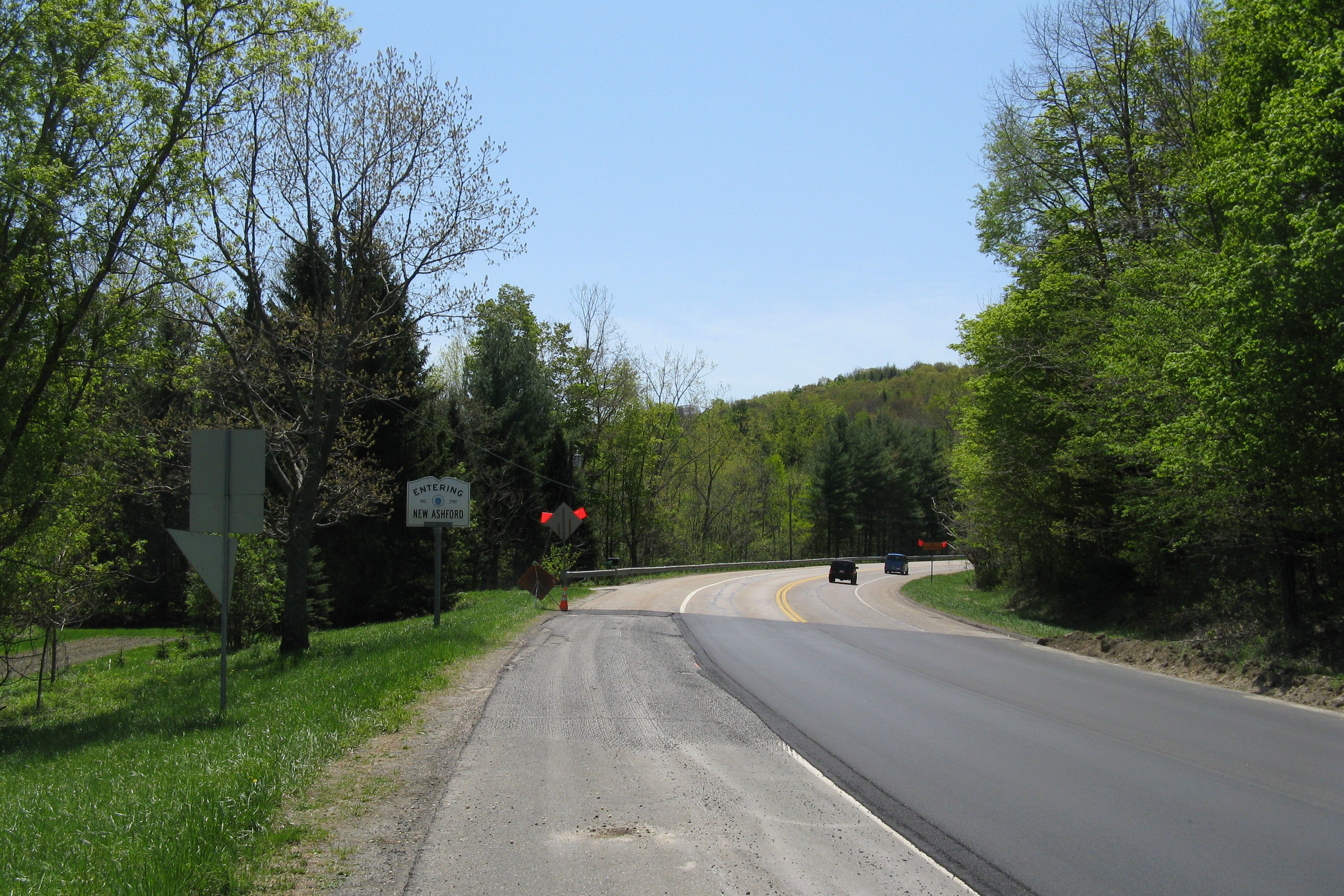